# Szamil Serikow
Szamil Serikow (kaz. Шәміл Керімұлы Серіков, 5 marca 1956 w Ałmaty, zm. 22 listopada 1989 tamże) – zapaśnik. W barwach ZSRR złoty medalista olimpijski z Moskwy.
Walczył w stylu klasycznym. Zawody w 1980 były jego jedynymi igrzyskami olimpijskimi. Złoto wywalczył w wadze do 57 kilogramów. Na mistrzostwach świata zwyciężył w 1978 i 1979. Zdobył złoto mistrzostw Europy w 1979. 